# Hangsúly (zene)
A zenei hangsúly (akcentus, zenei súly, a zenei szaknyelvben gyakran csak súly; lat.: accentus: az ad = -hoz, és cantus = ének összetétele, az ógör. προσῳδία = proszódia fordítása) a zenében valamely hang vagy hangcsoport zenei kontextusból való kiemelésének, a hallgató figyelme ráirányításának, azaz a zenei tagolásnak és értelmezésnek (frazeálás, artikuláció) egyik legfontosabb zeneszerzői és előadói eszköze. Fizikai értelemben a hangsúly megnyilvánulhat hangmagassági, hangerősségbeli, időbeli vagy hangszínbeli változásként egyaránt, vagy ezek valamilyen kombinációja formájában.

## Proszódia az ógörög és latin grammatikában
Az antik görög (és ennek nyomán) a római nyelvtudomány a beszéd zenei elemeit a proszódiának  nevezett rendszerbe foglalta, nevekkel és jelekkel látta el. A görögöknél e fogalmak hanglejtés-, azaz hangmagasságbeli, a rómaiaknál pedig eleinte hangerő-, azaz dinamikabeli (légzőhangsúly), a klasszikus korban pedig hosszúságbeli (ritmikai hangsúly) megkülönböztetéseket jelentettek.
| szám | jel | görög név     | latin név           | jelentés                   |
| ---- | --- | ------------- | ------------------- | -------------------------- |
| 1    | /   | akszeia       | acutus              | (magas)                    |
| 2    | \   | bareia        | gravis              | (mély)                     |
| 3    | ∩   | periszpomené  | circumflexus        | (magas-mély)               |
| 4    | -   | makrosz       | longa               | (hosszú szótag)            |
| 5    | ∪   | brakhüsz      | brevis              | (rövid szótag)             |
| 6    | ‿   | üphén         | coniunctio          | (két szó összekapcsolása)  |
| 7    | ,   | diasztolé     | distinctio          | (két szó elválasztása)     |
| 8    | '   | aposztrophosz | apostrophus         | (hiány- vagy szünetjel)    |
| 9    | \|- | daszeia       | aspiratio           | (szókezdet hehezettel)     |
| 10   | -\| | pszilé        | siccitas sine purum | (szókezdet hehezet nélkül) |

## A hangsúlyozás szempontjai a gregorián énekben
A gregorián énekben a dallamok folyondárszerű, rugalmas ritmikája gyakran még szillabikus megzenésítés esetén (pl. a himnuszoknál) is ellenáll mindenfajta metrizálási kísérletnek. Így a gregorián éneklés hangsúlyozása egyrészt a neumák sugallta tagoláshoz, másrészt a szöveg sajátosságaihoz igazodik.

## Hangsúlyok a metrikus zenében

### Ütemnemek
A 16. században a metrikus ritmika szabályainak megszilárdulásával kialakultak a különböző ütemnemek. Az ütemnemek lényegüket tekintve a zenében korábban is létező hangsúly-törvényeket foglalják egységes rendszerbe. Csoportosításuk a hangsúlyrend szerint:
- szimmetrikus
  - páros (bipodikus)
    - egyszerű (pl. 2/4, 2/2, 6/8) – két ütemegység van. Főhangsúly az 1. ütemegységen
    - összetett (pl. 4/4) – négy ütemegység van. Főhangsúly az 1., mellékhangsúly a 3. ütemegységen

  - páratlan (tripodikus) (pl. 3/4, 3/8, 9/8) – három ütemegység van. Főhangsúly az 1. ütemegységen
- aszimmetrikus (pl. 5/4, 7/8) – Kettővel és hárommal sem osztható számú ütemegység van. Főhangsúly az 1. ütemegységen, a mellékhangsúly(ok) a zene karaktere, ill. a zeneszerző utasítása szerint helyezkednek el
- összetett (pl. 5+4/8, 4+3+3/4) – Az ütem a zeneszerző által meghatározott számú ütemegységből áll, amelyek az ütemmutató számlálója szerinti szakaszokra oszlanak. Alapesetben a főhangsúly az 1., mellékhangsúlyok a szakaszkezdő ütemegységeken vannak
- váltakozó (pl. 2/4 3/4) – Az ütemmutató periodikusan változik. Az egyes ütemeket a saját ütemnemük szerint kell hangsúlyozni

### Felütés, záróhang
Általános nézet szerint a hangsúlyos kezdés előtti súlytalan ütemrészen lévő hang (felütés) enyhe, de érezhető hangsúlyt kap, amely rávezet a hangsúlyos kezdőhangra.
A záróhang általános nézet szerint, meghatározott kivételektől eltekintve, akkor is hangsúlytalan, ha súlyos ütemegységen van.

### Hangpár
A bécsi klasszikában gyakori motívumtípus a hangpár, amely két egymás utáni hang legato előadásmódját jelenti oly módon, hogy az első hang súlyos és tenuto, a második pedig súlytalan és kissé rövid, leggiero.

### Agogika, frazeálás, artikuláció
Az ütemegység-hangsúlyokat gyakorta felülírják az előadásmód stiláris elemei, így a hangok kottában nem jelzett, árnyalatnyi rövidülése-hosszabbodása (agogika), az egyes zenei motívumok egybefogása-elválasztása megfelelő súlyozással (frazeálás), illetve az egyes hangok, hangcsoportok megformálása (artikuláció (zene)). Ezeket egyrészt az adott korstílus és a kor zenei gyakorlatának megfelelően a zeneszerző, másfelől ugyanezen szempontok figyelembevételével az előadó muzsikus határozza meg.

### Hangsúlyozás a vokális zenében
A vokális zene helyes előadása a szöveg érthetősége érdekében megköveteli a szöveg megfelelő hangsúlyozását, az adott nyelv szabályainak megfelelő szó- és mondathangsúlyokkal. Jó prozódia esetén ezek gyakran egybeesnek a zenei súlyokkal, így a zenei és szövegi hangsúlyok kölcsönösen erősítik egymást.

## Hangsúlyra vonatkozó előadói utasítások és kottajelek
Valamely hang hangsúllyal való kiemelésére a zeneszerzők gyakran szöveges utasítással vagy kottajellel hívják fel az előadó figyelmét.
| jel     | szöveg                | jelentés                                   |
| ------- | --------------------- | ------------------------------------------ |
| sf, rfz | sforzato, rinforzando | erőteljes hangsúllyal                      |
| fp, >   | fortepiano            | erősen induló, majd azonnal elhalkuló hang |
| ∧, ∨    | marcato               | erőteljes, rövid hang                      |
| '       | cezura                | elválasztás, légvételnyi szünet            |
| -       | tenuto                | teljes értékéig kitartott hang             |

## Megvalósítás
A zenei hangsúly lehet
- dallami: pl. a népzenében előfordul, hogy egy kiemelendő hang a népi énekes előadásában kissé magasodik. A műzenében ilyen természetesen nem fordul elő, hacsak a díszítéseket nem tekintjük a hangsúlyozás egy formájának.
- ritmikai: a hangsúlyos hang enyhén meghosszabbodik (agogikai hangsúly), vagy árnyalatnyit késve indul (ún. várakoztatás). Mind a nép-, mind a műzenében igen gyakori. Különösen nagy a jelentősége olyan hangszeren való előadáskor (pl. csembaló, orgona), amelyen nincs lehetőség a dinamika hangonkénti változtatására.
- dinamikai: A hangsúlyozás leggyakoribb formája. A hangsúlyos hang nagyobb erővel szólal meg.
- harmóniai: Mind a nép-, mind a műzenében előfordul. A hangsúlyozni kívánt ütemrészen olyan meglepő vagy különösen erőteljes harmónia szólal meg, amely kiemeli az adott ütemrészt a környezetéből.

## Lásd még
- Agogika
- Dinamika
- Előadói utasítások
- Kottajelek
- Prozódia